# 225 Liberty Street
225 Liberty Street of de Merrill Lynch Tower, voorheen het Two World Financial Center, is een wolkenkrabber in de Amerikaanse stad New York. Hij is onderdeel van Brookfield Place en staat in de wijk Battery Park City van Lower Manhattan, het financiële centrum.

## Omschrijving
Het 225 Liberty Street, bekend onder de naam Two World Financial Center van 1984 tot 2013, is een kantoorgebouw en heeft een hoogte van 197 meter. Het is voornamelijk gebouwd naar postmodernistisch ontwerp van de Argentijnse architect César Pelli, in samenwerking met Haines Lundberg Waehler en civiel ingenieursfirma Thornton Tomasetti.
De bouw van de toren ging van start in 1984 en was afgerond in 1987. Nog datzelfde jaar werd het gebouw in gebruik genomen. De financiële instelling Merrill Lynch is al geruime tijd een van de belangrijkste huurders van het gebouw. In maart 2002 verhuisde de bank naar het Two World Financial Center.
Winter Garden Atrium bevindt zich tussenin het 225 Liberty Street en 200 Vesey Street, voorheen Three World Financial Center. De toren is ongeveer gemodelleerd naar het 200 Vesey Street. Het is achter het 200 Vesey Street de hoogste toren van het complex. Het 225 Liberty Street heeft net als de drie andere torens van het voormalige World Financial Center een unieke, onderscheidende koperen torenspits. In het geval van dit gebouw is dat een sinds medio jaren negentig geroeste – en dus lichtgroene – koepel.
De huidige naam van de toren is afgeleid van zijn adres op Liberty Street, nadat renovaties en / of expansies waren vereist aan het World Financial Center die nog deels de aanslagen op 11 september 2001 als oorzaak hadden. Bij de aanslagen raakte namelijk een groot deel van het World Financial Center zwaar beschadigd na de instorting van het World Trade Center, dat vlak achter het World Financial Center stond. Sinds deze renovaties draagt het complex de naam Brookfield Place naar de eigenaar van het complex; Brookfield Office Properties. Sindsdien draagt de toren de straatnaam in plaats van de oorspronkelijke naam.

## Galerij

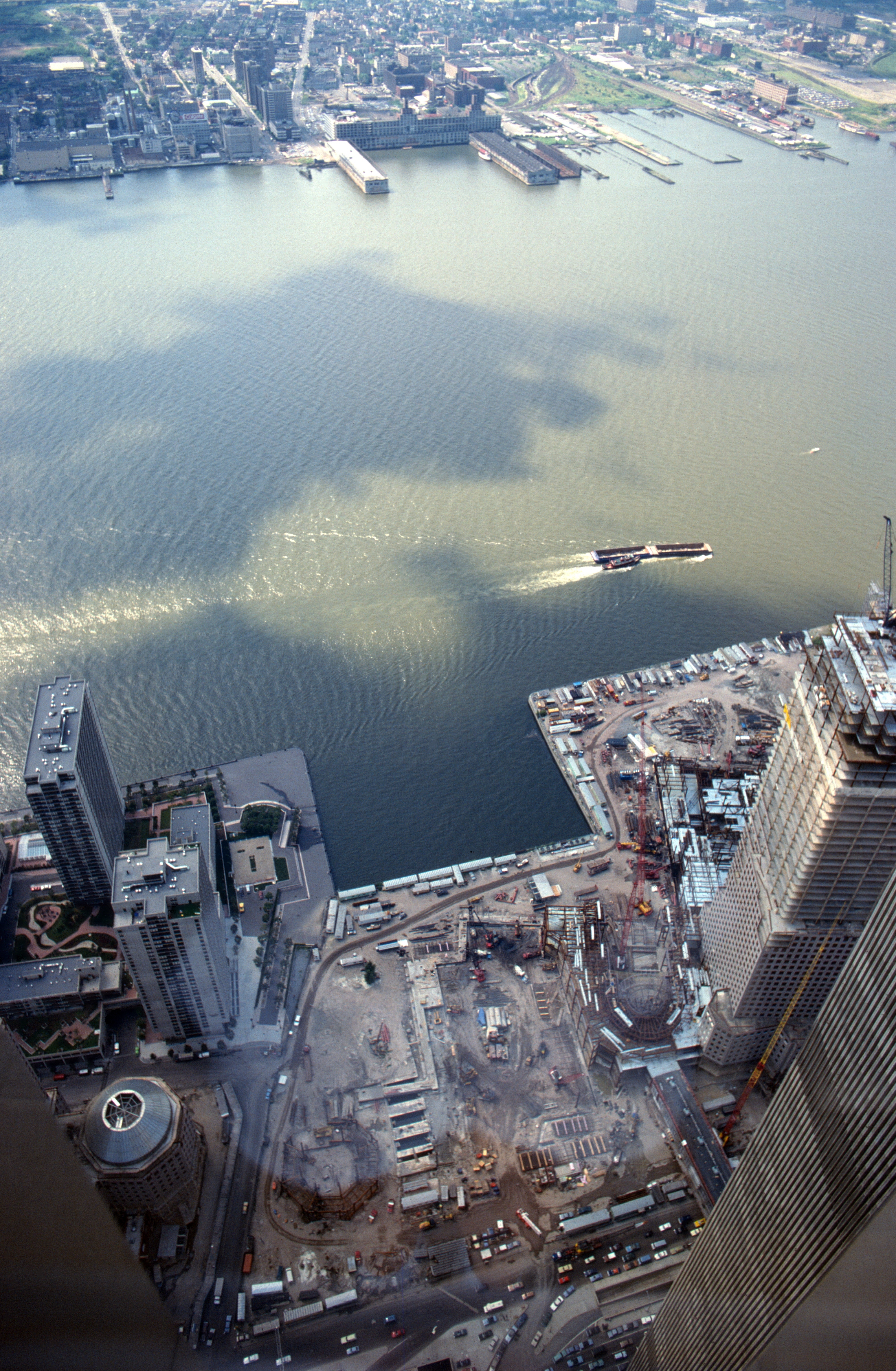
Het Two World Financial Center vroeg in de bouwfase, 1984
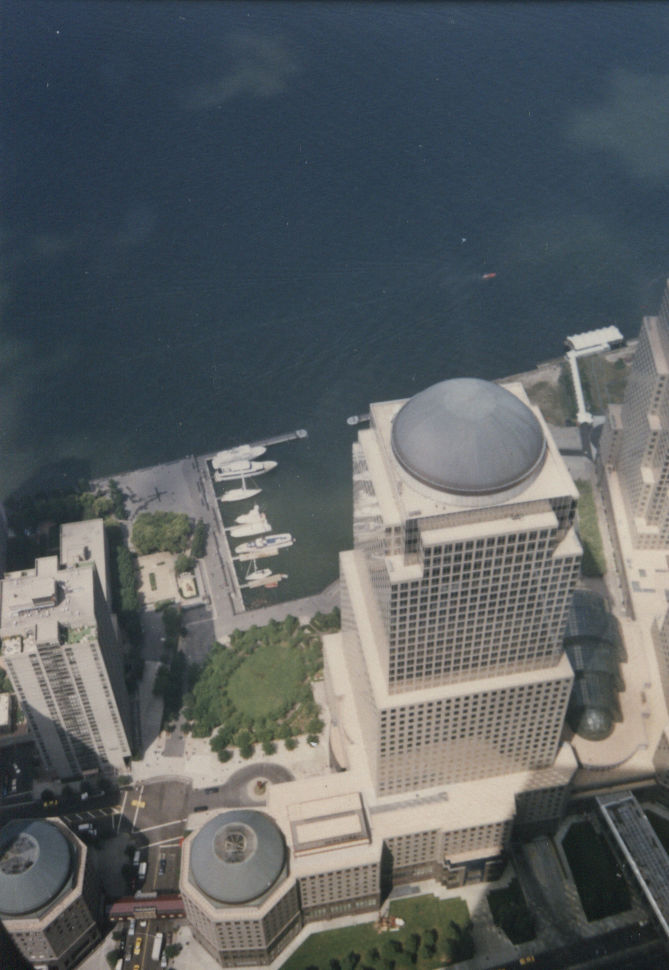
Vanuit de South Tower van het originele World Trade Center, 1992
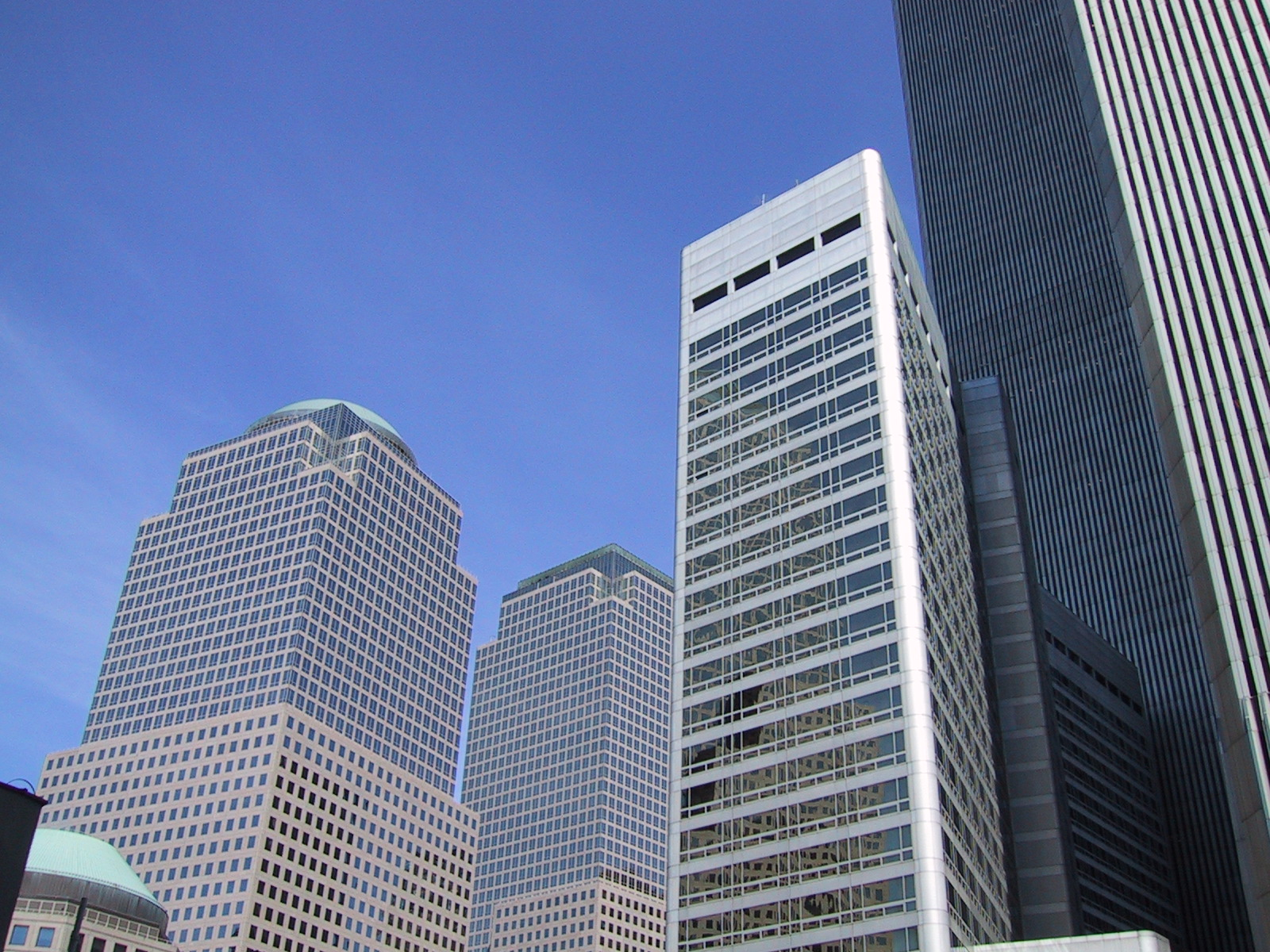
Links, met het originele World Trade Center op 2 september 2001
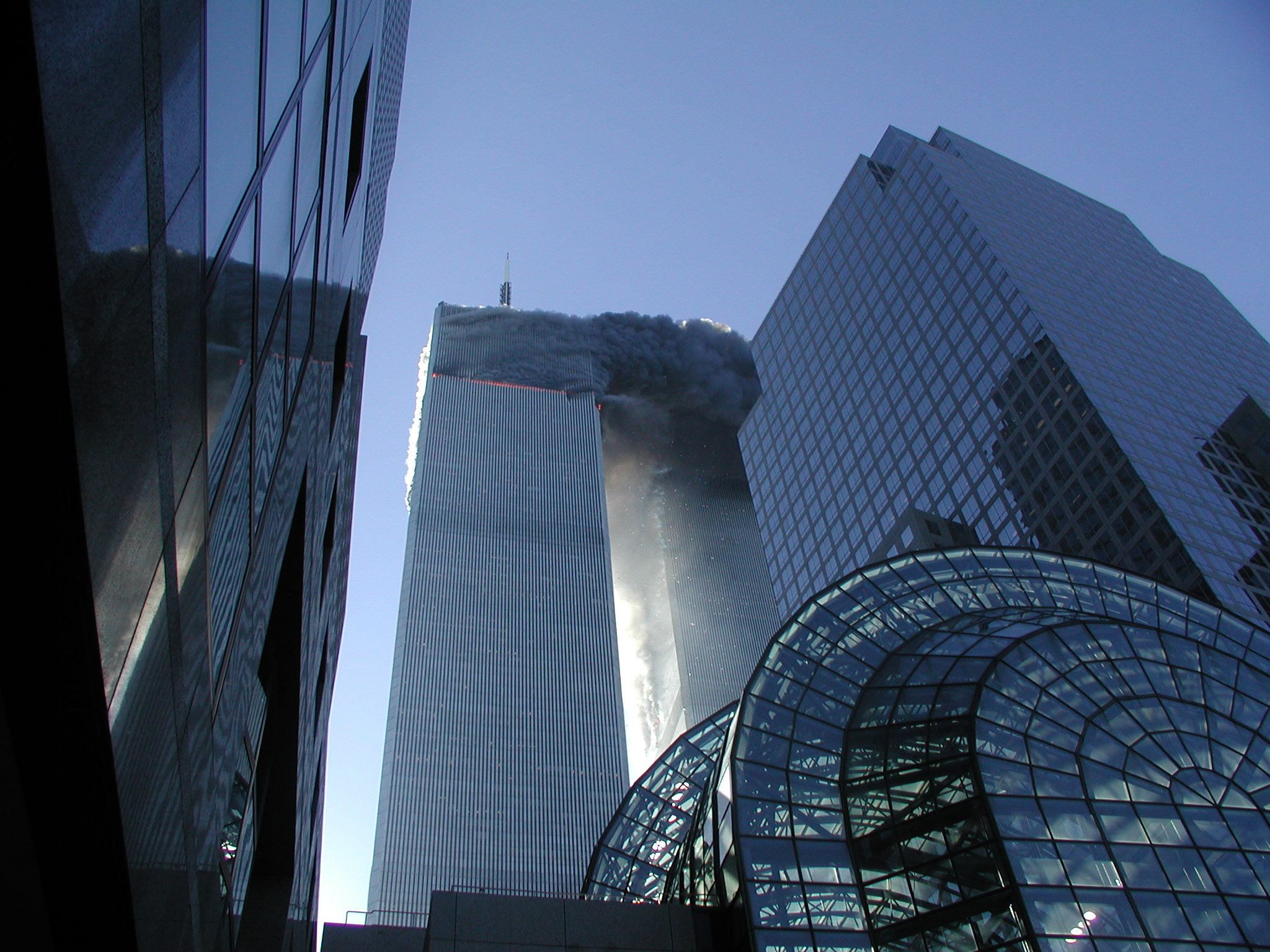
Het Two World Financial Center, tegenwoordig 225 Liberty Street, (rechts) en Winter Garden Atrium bij de aanslagen op 11 september 2001 vanaf North Cove Marina
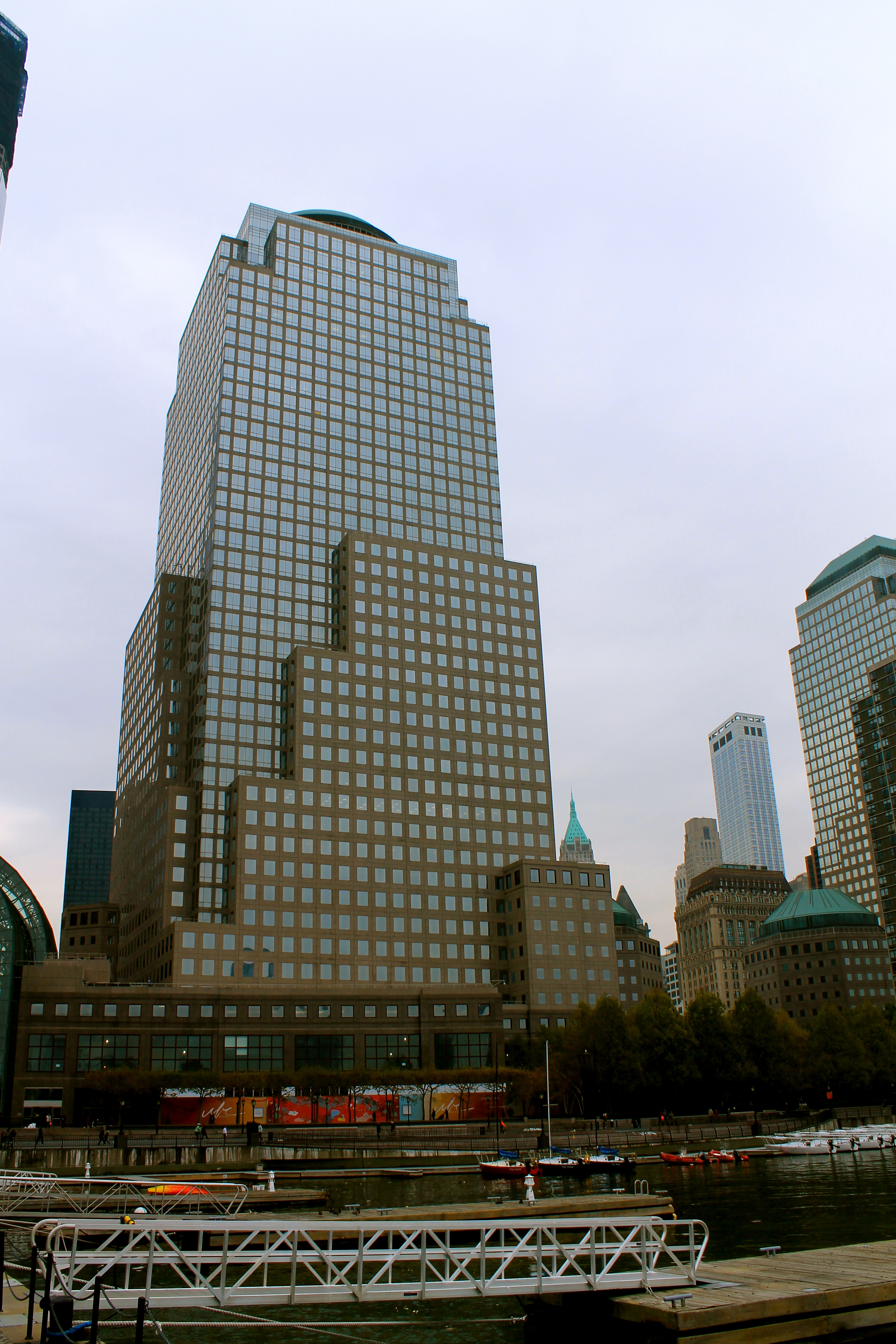
Vanaf de jachthaven North Cove, 2012
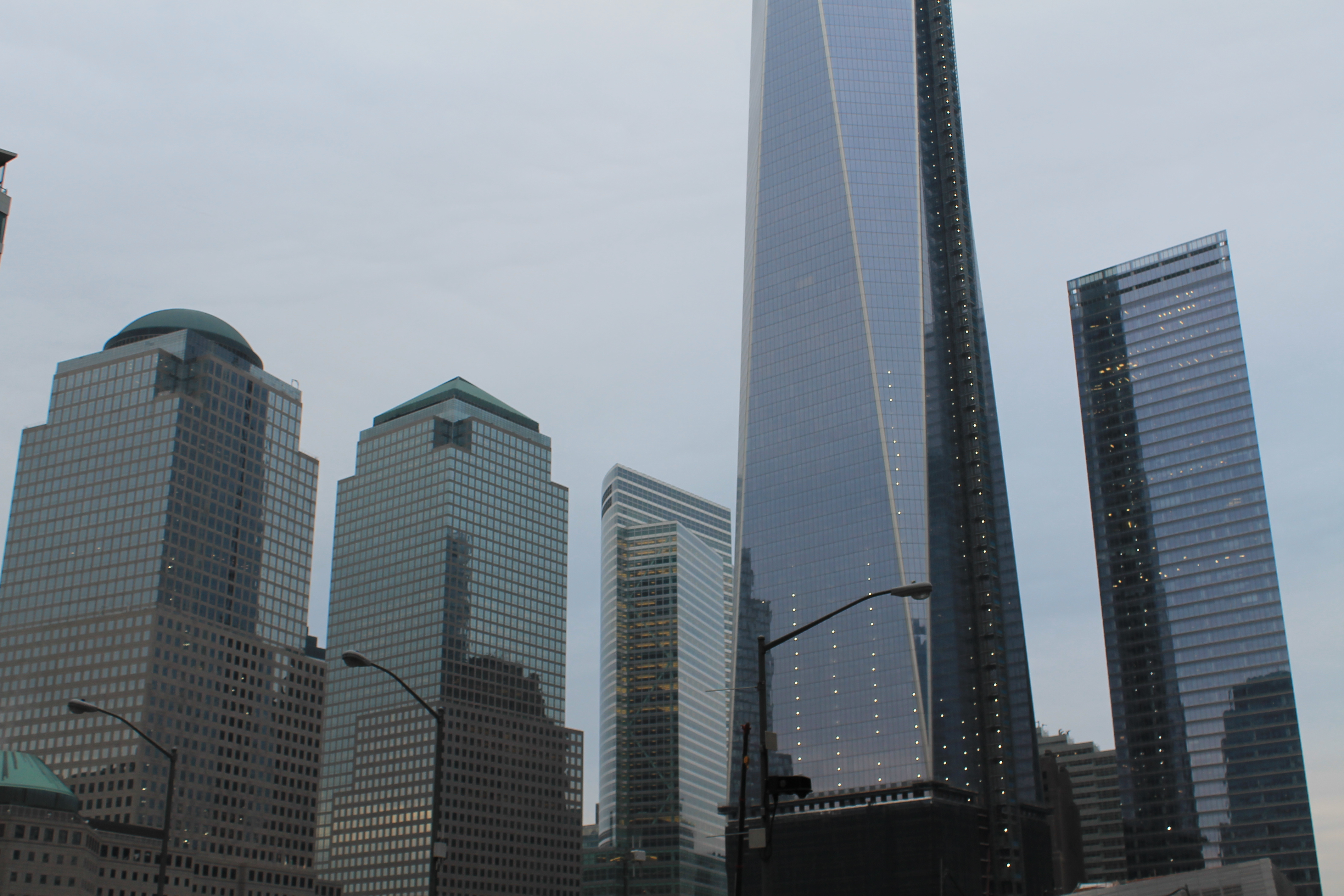
Het Two World Financial Center (uiterst links) met het nog onvoltooide One World Trade Center in 2012
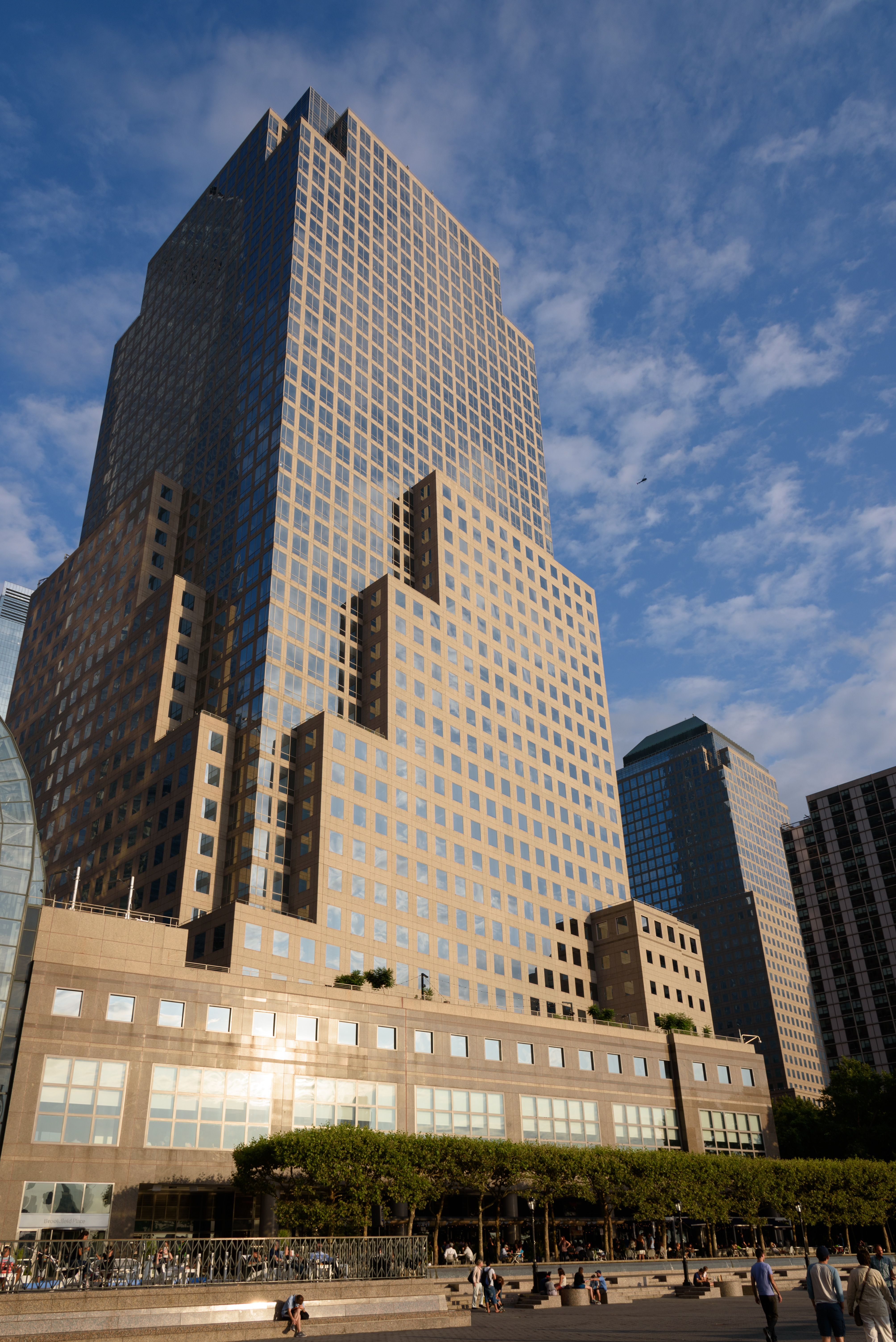
225 Liberty Street, voorheen Two World Financial Center, in 2017
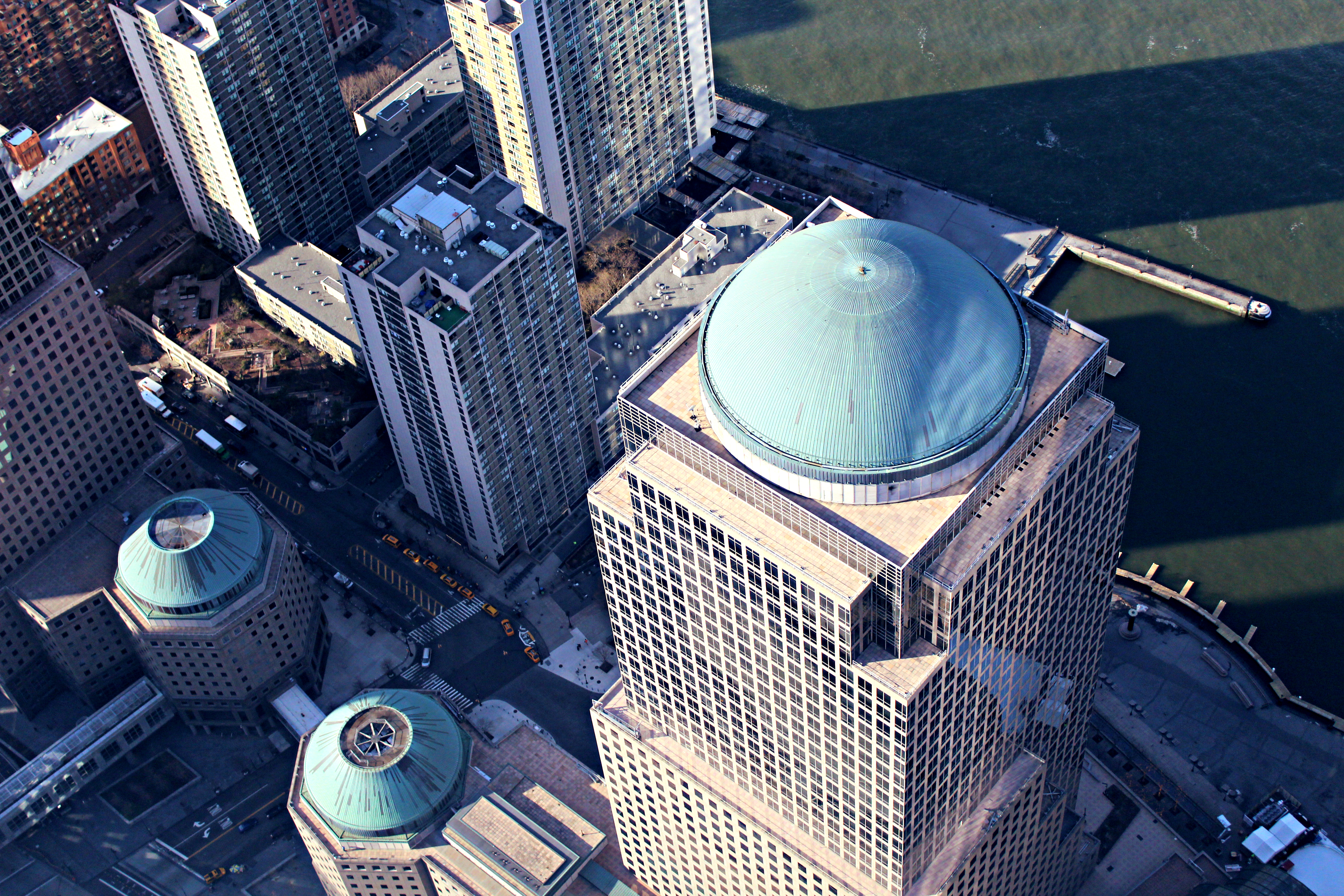
Vanuit het One World Trade Center, 2017

## Trivia
- In het computerspel Grand Theft Auto IV is het een deel van de skyline van de fictieve stad Liberty City als onderdeel van een complex genaamd WTF Center.[5]